# Фанси Нанси
„Фанси Нанси“ (на английски: Fancy Nancy) е американски компютърно анимиран сериал, разработен от Джейми Мичъл и Криста Тъкър, и е продуциран от „Дисни Телевижън Анимейшън“ за „Дисни Джуниър“, базиран на едноименната поредица от детски книги, написани от Джейн О'Конър с илюстрации от Робин Прийс Гласър. Сериалът се разказва за приключенията на Нанси Кланси, който обича всичко изискано и френско, докато живее с родителите си и приятели в измислената версия на Планфийд, Охайо.
Премиерата на сериала е на 13 юли 2018 г. в САЩ и Канада на следващия ден. „Дисни Джуниър“ подновява сериала за втори сезон, който се излъчи премиерно на 4 октомври 2019 г. в Съединените щати.
На 18 септември 2019 г., третия сезон беше упълномощен, и Криста Тъкър подтвърди, че ще бъде последният за целия сериал. Третия сезон започва да се излъчва по „Дисни Джуниър“, DisneyNOW и Disney+ на 12 ноември 2021 г. Последния епизод на сериала е излъчен на 18 февруари 2022 г.

## В България
В България сериалът се излъчва по локалната версия на Disney Junior през 2022 г. Дублажът е нахсинхронен в студио Александра Аудио и в него участват Наталия Полякова (Бри), Елена Траянова и Кристиян Стоилов.